# Dorfkirche Zootzen (Wittstock/Dosse)

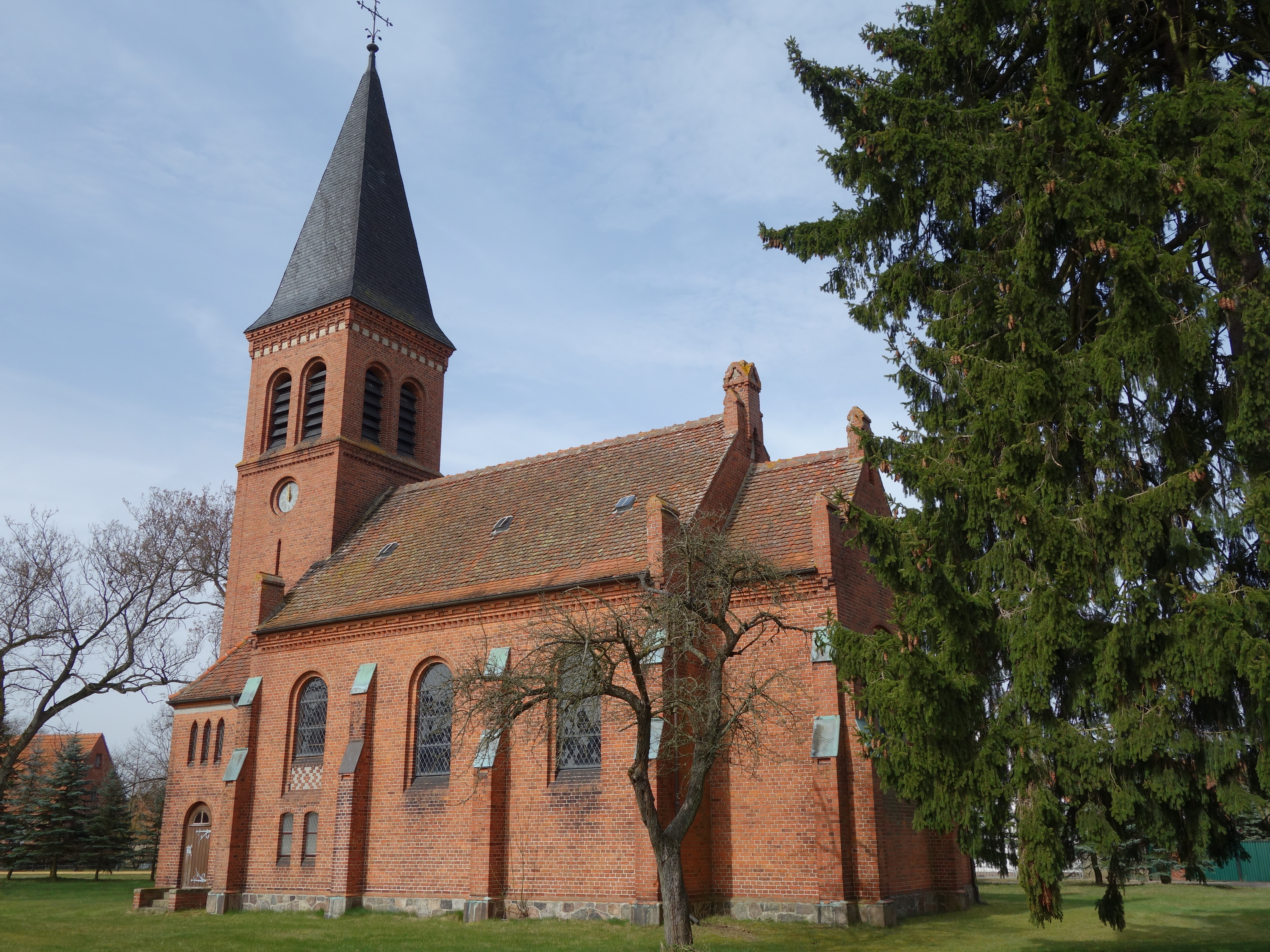
Dorfkirche Zootzen

Die evangelische Dorfkirche Zootzen ist eine Saalkirche in Zootzen, einem Ortsteil der Stadt Wittstock/Dosse im brandenburgischen Landkreis Ostprignitz-Ruppin. Die Kirchengemeinde gehört zur Kirchengemeinde "Zwischen Dosse und Heide" im Kirchenkreis Wittstock-Ruppin der Evangelischen Kirche Berlin-Brandenburg-schlesische Oberlausitz. Das Gebäude steht unter Denkmalschutz.

## Baubeschreibung und Geschichte
Die Kirche steht auf dem Zootzener Dorfanger. Es handelt sich um ein neuromanisches Backsteingebäude, dessen Bau von 1893 bis 1894 durch das Unternehmen Völker aus Wittstock ausgeführt wurde. Veranschlagt waren Baukosten von 22.690 Mark; die Ausführungskosten betrugen letztlich 22.351 Mark. Die Mauern des Kirchenschiffes erreichen eine Höhe von 6,5 Metern. Der Turm ist, bis zum Gesims, 17,81 Meter hoch. Ursprünglich waren insgesamt 168 Plätze eingeplant, davon 134 im Schiff und 34 auf den Emporen.
Die Grundmauern bestehen aus teils gequaderten Feldsteinen, die tragenden Wände aus roten Ziegeln. Die Fassade des Kirchenschiffs wird durch Strebepfeiler und rundbogige Fensteröffnungen gegliedert. Den Abschluss des Schiffs bildet eine gerade Wand, die von zwei an den Ecken angeordneten Strebepfeilern gestützt wird. Zur Ausstattung gehört eine hölzerne, polygonale Kanzel mit gewundenen Ecksäulchen, die in der zweiten Hälfte des 17. Jahrhunderts gefertigt und Ende des 19. Jahrhunderts überarbeitet wurde. Im Glockenstuhl hängt eine Bronzeglocke, die 1799 durch den Glockengießer Friedrich Thiele hergestellt wurde.